# Suren Nalbandyan
Suren Nalbandyan (arménien : Սուրեն Նալբանդյան), né le 3 juin 1956, est un lutteur arménien, spécialiste de la lutte gréco-romaine, qui concourait pour l'URSS.
Né dans le village de Geghard, dans la région d' Abovyan, il suit sa famille à Astrakhan où il commence à concourir en lutte gréco-romaine en 1969, sous la direction de l'entraîneur Vladimir Fomin. Chez les juniors, il est champion d'URSS en 1972 et 1974 et champion du monde en 1975.
En 1976, il est champion d'URSS chez les seniors et rejoint l'équipe nationale de lutte.
Nalbandyan obtient la médaille de bronze aux championnats d' Europe de lutte de 1976. Peu après, il est sélectionné pour les Jeux olympiques d'été de 1976, à Montréal. En finale  de la catégorie des poids légers (62-68 kg), il bat le Roumain Ștefan Rusu, qui lui succèdera en 1980. Nalbandyan est le premier Arménien champion olympique de lutte. L'année suivante, il est de nouveau sacré champion d'URSS et remporte le titre européen. Il participe aux Jeux olympiques d'été de 1980, à Moscou, mais échoue au pied du podium, se classant quatrième. Il met alors un terme à sa carrière.
Paradoxalement, malgré ses nombreux titres, il n'a jamais été sélectionné pour les championnats du monde de lutte chez les seniors.
Nalbandyan a par la suite mené une carrière d'entraîneur des jeunes lutteurs, développant une approche scientifique pour améliorer la condition physique, la puissance et la vitesse.